# Revanchismo francês

Alsácia-Lorena no Império Alemão.

O Revanchismo francês foi um movimento político ocorrido na França com início em 1870, quando o país foi obrigado a ceder a Alsácia-Lorena (região rica em carvão e ferro) ao recém unificado Império Alemão (que tinha interesse na região pois havia também grande cultura alemã no local), após a derrota francesa na Guerra Franco-Prussiana, conforme previa o Tratado de Frankfurt em 1871. Logo nasceu na França a ideia de vingança, de revanche (o revanchismo francês), com o objetivo de recuperar a Alsácia-Lorena e vingar a derrota na guerra.
O revanchismo francês também foi uma das razões para o começo da Primeira Guerra Mundial, junto a outros fatores, como a expansão colonial na África e na Ásia e a corrida armamentista.